# Château-Salins
Château-Salins  [ʃɑto salɛ̃] (deutsch veraltet/ungebräuchlich Salzburg bzw. 1941–44 Salzburgen) ist eine französische Kleinstadt mit 2294 Einwohnern (Stand 1. Januar 2022) im Département Moselle in der Region Grand Est (bis 2015 Lothringen). Sie gehört zum Arrondissement Sarrebourg-Château-Salins, zum Kanton Le Saulnois und zum Kommunalverband Saulnois.

## Geographie
Die Ortschaft liegt in Lothringen an der Kleinen Seille (Petite Seille), einem rechten Zufluss der Seille, etwa 45 km südöstlich von Metz und 39 km nordöstlich von Nancy.
Zur Stadt Château-Salins gehören die Ortschaft Coutures (Kolters) und das Gehöft Marchande (Krämerhof).

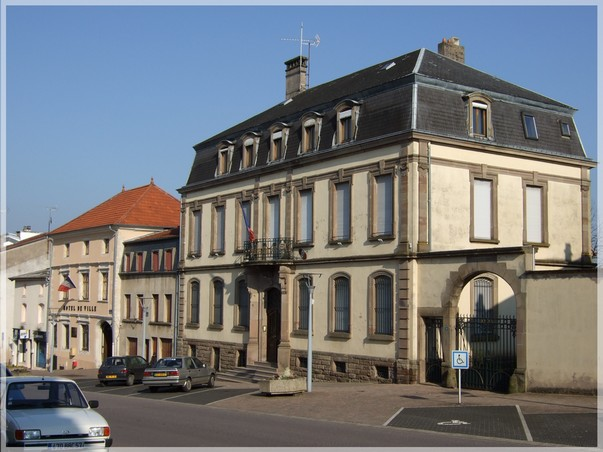
Unterpräfektur (vorn) und Hôtel de ville (Rathaus)

## Geschichte
Château-Salins bildet das Zentrum des Saulnois (Pagus Salinensis, deutsch Salzgau). Beide – Stadt und Region – verdanken ihren Namen der Salzgewinnung durch Ausbeutung der Salinen, die hier früher betrieben wurde, sowie der 1327 zum Schutz der Salinen errichteten Burg.  Die Ortschaft wurde 1195 als Castrum Sallum erstmals urkundlich erwähnt. 1346 taucht es als Chastel-Sallin in einem Vertrag auf, 1347 als Saltzburg im Kopialbuch der Abtei Mettlach und 1348 als Chastelsalin in einem Vertrag.
Das befestigte Schloss war von Elisabeth von Habsburg auf der Gemarkung eines in lothringischen Händen befindlichen Lehens des Bistums Metz ohne Absprache mit Bischof Ademar errichtet worden. In der Folgezeit entwickelte sich daraus ein Spannungsverhältnis zwischen den Bischöfen von Metz und den Herzogen von Lothringen, das in blutigen Fehden gipfelte. Im 14. Jahrhundert wurde mit Château-Salins auch das Schloss im Nachbarort Amelécourt zerstört. Die Salinen wurden 1826 stillgelegt.
Von 1594 bis 1698 gehörte Château-Salins zur Kastellanei von Amance, die der Bailliage von Nancy unterstellt war. Ab 1698 war Château-Salins Sitz einer Vogtei des Herzogtums Lothringen. Das Herzogtum Lothringen war seit seiner Gründung als Lotharii Regnum durch Lothar I. mehrmals eigenständig, es gehörte später zum Heiligen Römischen Reich und war vorübergehend auch in französischer Hand gewesen. 1738 wurde es im Frieden von Wien durch einen Gebietsschacher, der den Polnischen Thronfolgekrieg (1733–1738) beendete, dem polnischen König Stanislaus I. Leszczyński (1677–1766) zugesprochen und fiel nach dessen Tod im Jahr 1766 an Frankreich. Stanislaus richtete im Juni 1751 königliche Bailliages statt der Prévotés ein. Château-Salins gehörte zu diesen Bailliages. 1766 wurden diese Bailliages, und damit auch Château-Salins, in Subdélégations (Unterabteilungen einer Intendance im Ancien Régime) verwandelt. Während der Französischen Revolution (1789–1799) hieß der Ort kurzzeitig Salins Libre („freies Salins“).

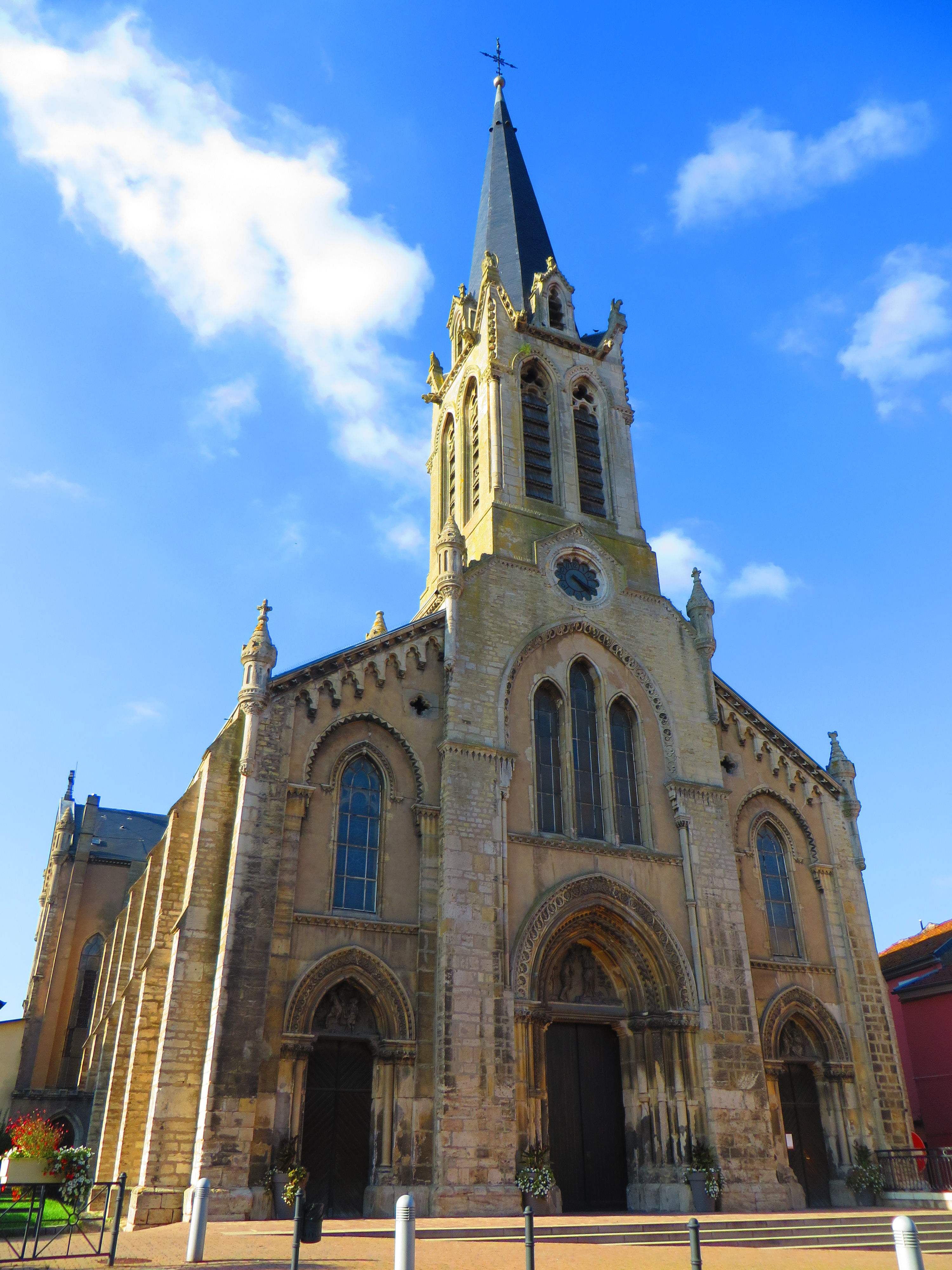
Kirche Saint-Jean-Baptiste
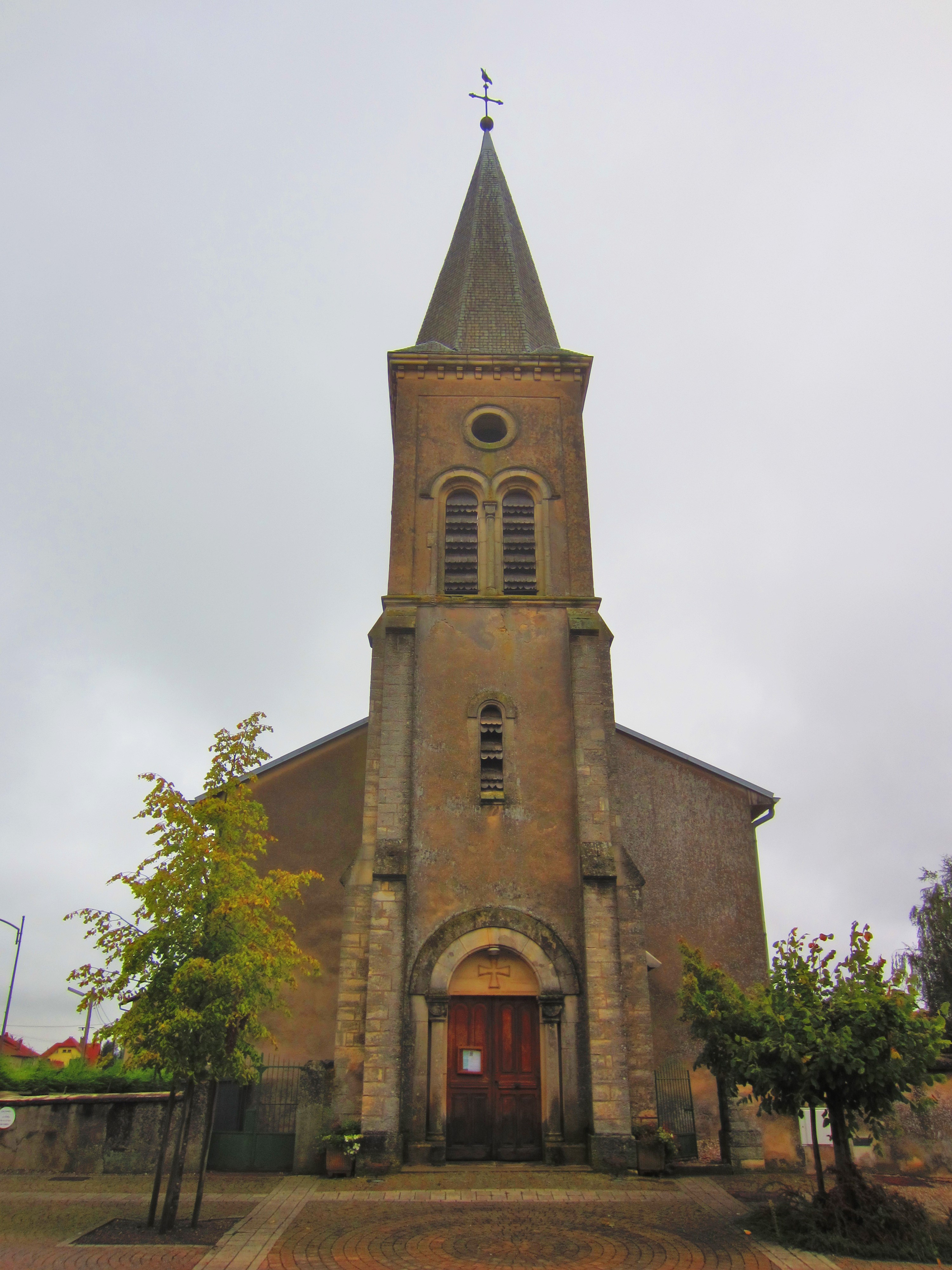
Kirche Saint-Aubin im Stadtteil Coutures
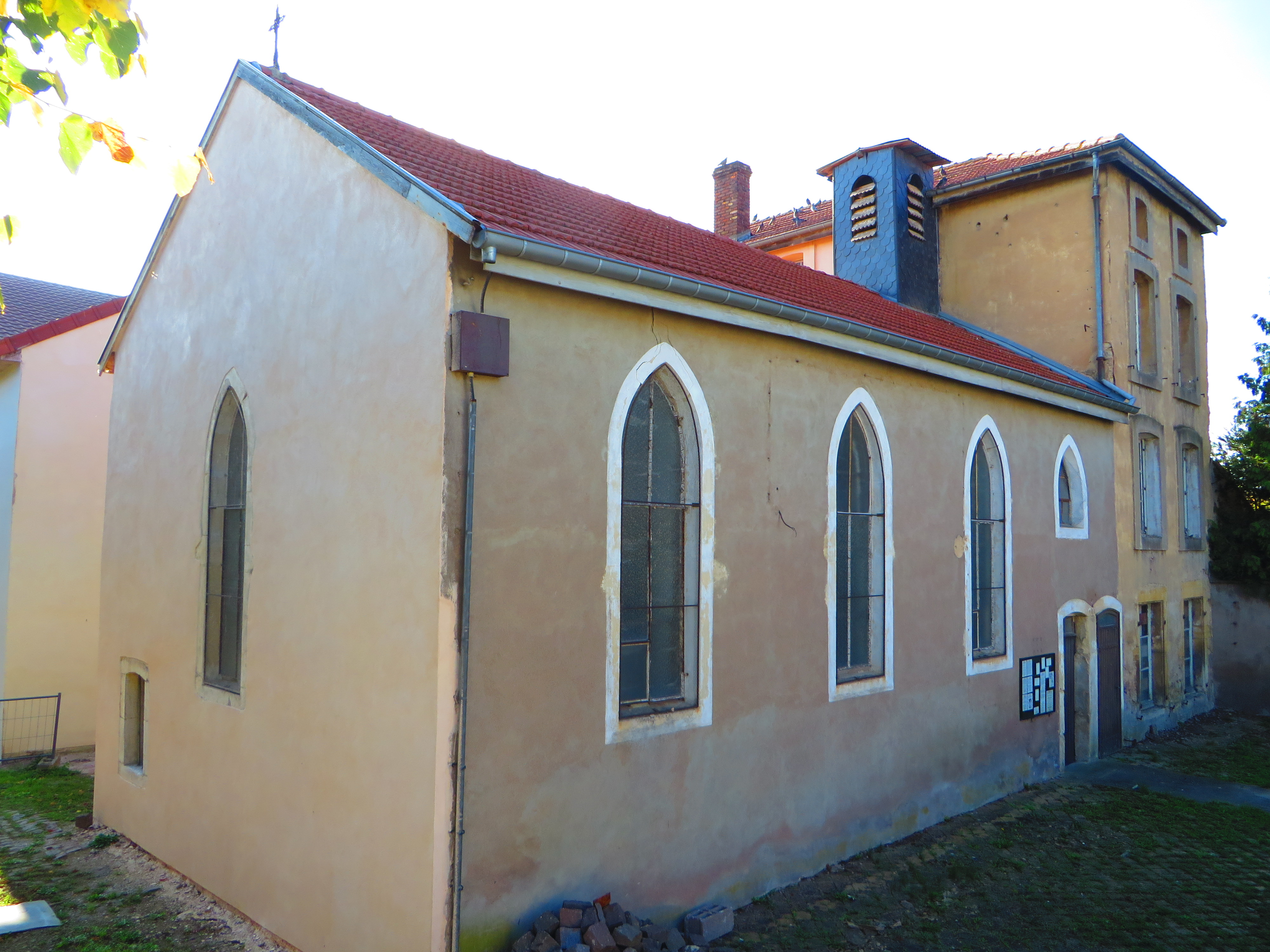
Kapelle Saint-Vincent

1793 erhielt Château-Salins als Chateau Salins im Zuge der Französischen Revolution den Status einer Gemeinde und 1801 unter dem heutigen Namen das Recht auf kommunale Selbstverwaltung. Im Jahr 1861 hatte Château-Salins 2335 Einwohner.  Es gehörte von 1801 bis 1871 zum früheren Département Meurthe, das 1871 in Meurthe-et-Moselle umbenannt wurde.
Durch den Frankfurter Frieden vom 10. Mai 1871 kam die Region an das Reichsland Elsaß-Lothringen, und das Dorf wurde dem Kreis Château-Salins im Bezirk Lothringen zugeordnet. Laut der Volkszählung vom 1. Dezember 1900 war der Kreis Château-Salins einer der zwei Kreise in Elsaß-Lothringen mit mehrheitlich französischsprachiger Bevölkerung. Um 1900 hatte die Ortschaft eine katholische Kirche, eine Synagoge, die 1942 zerstört wurde, ein katholisches Lehrerinnenseminar, eine landwirtschaftliche Winterschule, eine Oberförsterei und war Sitz eines Amtsgerichts.
Nach dem Ersten Weltkrieg musste die Region aufgrund der Bestimmungen des Versailler Vertrags 1919 an Frankreich abgetreten werden und wurde Teil des Département Moselle. Im Zweiten Weltkrieg war die Region von der deutschen Wehrmacht besetzt.

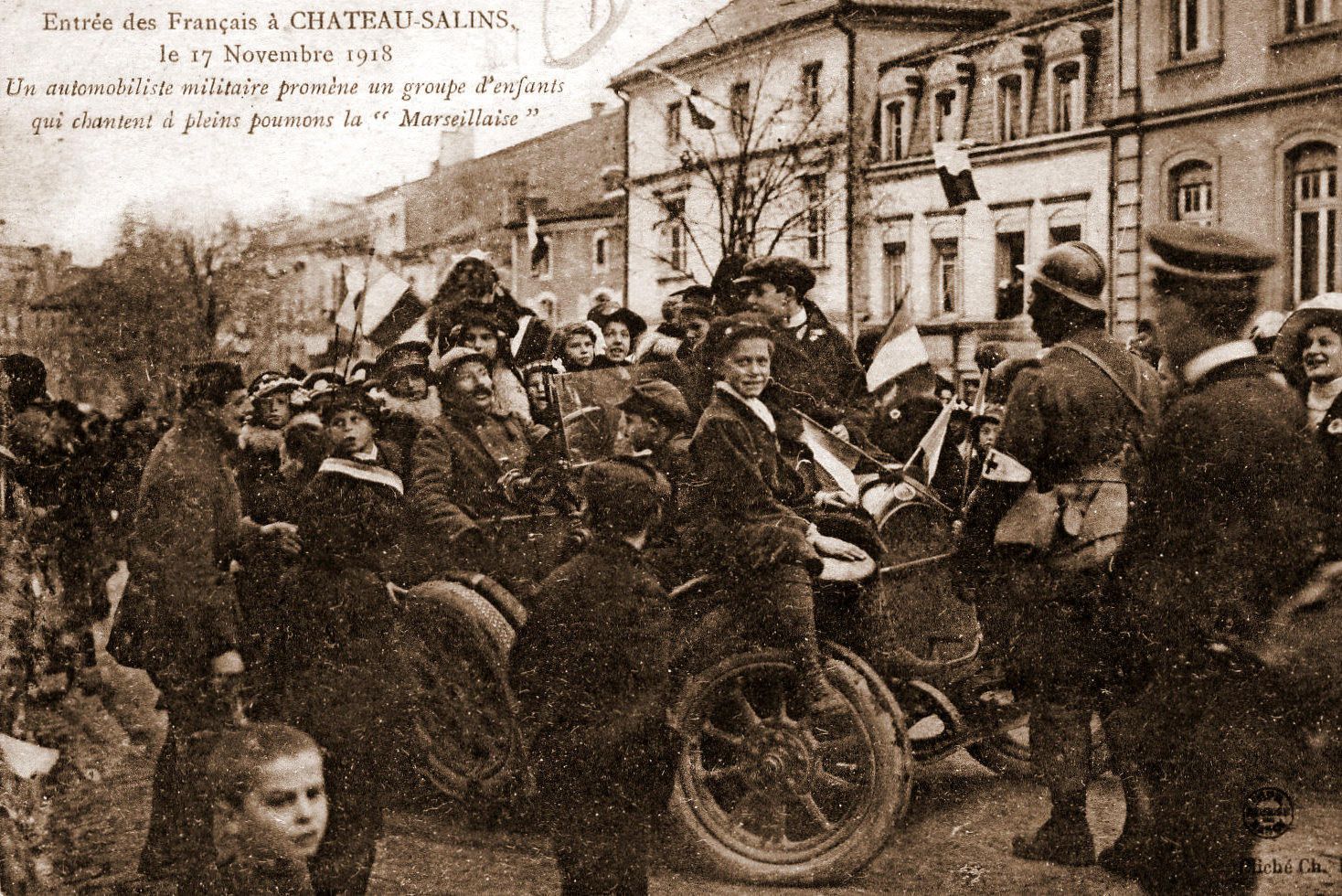
Rückkehr des evakuierten französischen Bevölkerungsteils am 17. November 1918 nach Ende des Ersten Weltkriegs

Der französische Name Château-Salins wurde bereits kurz nach 1871 in Salzburg geändert, was wegen der Verwechslungsgefahr mit dem bekannteren Salzburg jedoch über den Sprachkonflikt hinausgehende Probleme verursachte, sodass die französische Namensform wiedereingeführt wurde und auch bei der Eindeutschungswelle 1915 nicht angetastet wurde. Nach der faktischen Annexion 1940 wurde dann die deutsche Namensform Salzburgen eingeführt. Im Herbst 1940 vertrieben die Deutschen unter CdZ-Führer Bürckel im Rahmen der Germanisierungspolitik die französischsprachige Bevölkerung. 1942 wurde die alte Synagoge zerstört. 
Wegen seiner Grenzlage war der Ort im Laufe der Jahrhunderte oft durch Kriegshandlungen in Mitleidenschaft gezogen worden. Gegen Ende der Befreiungskriege 1815 hatte General Wrede in Château-Salins sein Hauptquartier. Für die Zerstörungen in Château-Salins während der Weltkriege wurde der Gemeinde das Croix de guerre (1914–1918 und 1939–1945) verliehen. Während des Ersten Weltkriegs war in der Nähe, in Hampont, ein Großgeschütz vom Typ 38-cm-Schnelladekanone L/45 von 1915 bis 1917 stationiert, um Nancy in ca. 38 km Entfernung zu bombardieren.
1975 wurde die Ortschaft Coutures eingemeindet, die 1968 146 Einwohner hatte.
bis 2015 war die Stadt Sitz des Arrondissements Château-Salins.

### Demographie
| Jahr | Einwohner | Anmerkungen |
| ---- | --------- | --- |
| 1793 | 1791      | [ 17 ] |
| 1821 | 2851      | [ 17 ] |
| 1841 | 2418      | [ 17 ] |
| 1861 | 2335      | [ 18 ] [ 7 ] |
| 1866 | 2323      | [ 19 ] |
| 1871 | 2144      | auf einer Fläche von 504 ha, in 321 Gebäuden, darunter 38 Evangelische, ein Mennonit und 88 Juden |
| 1872 | 2149      | in 321 Wohnhäusern mit 581 Haushaltungen, davon 39 Evangelische und 88 Juden |
| 1880 | 2174      | am 1. Dezember, auf einer Fläche 527 ha, in 383 Häusern, davon 1965 Katholiken, 95 Protestanten und 108 Juden                                                                                                  |
| 1885 | 2091      | [ 22 ] |
| 1890 | 2029      | in 365 Häusern mit 579 Haushaltungen, davon 1794 Katholiken, 134 Protestanten, sechs sonstige Christen und 93 Juden (zwei Personen ohne Angabe des Glaubensbekenntnisses); nach anderen Angaben 2020 Einwohner |
| 1900 | 2217      | meist katholische Einwohner, nach anderen Angaben 2329 Einwohner |
| 1905 | 2392      | [ 7 ] |
| 1910 | 2402      | am 1. Dezember |

| Jahr      | 1962 | 1968 | 1975 | 1982 | 1990 | 1999 | 2007 | 2019 |
| --------- | ---- | ---- | ---- | ---- | ---- | ---- | ---- | ---- |
| Einwohner | 2174 | 2246 | 2479 | 2461 | 2437 | 2470 | 2552 | 2357 |

## Politik

### Partnerstädte
- Birkenfeld in Deutschland
- Kraśnik in Polen

### Wappen
Das ehemalige Wappen der Gemeinde wurde im 18. Jahrhundert umgestaltet. Das neue Wappen ist in zwei Hälften geteilt. Die rechte Hälfte ist golden und trägt einen vertikalen roten Balken mit drei silbernen Alérions (gestümmelten Adlern), sie entspricht dem Wappen des Herzogtums Lothringen. Die linke Seite ist rot und zeigt in der Mitte eine silberne Muschel.

## Persönlichkeiten
- Henri Grégoire (1750–1831), Priester, Bischof und Politiker, der nach seiner Ordination Vikar in Château-Salins gewesen ist.
- Arsène Darmesteter (1846–1888), Romanist, Sprachwissenschaftler und Lexikograf
- Else von Richthofen (1874–1973), deutsche Sozialwissenschaftlerin
- German Killinger (1884–1957), deutscher Verwaltungsjurist und Bezirksamtsvorstand
- Johann Wilhelm Killinger (1886–1947), deutscher Verwaltungsjurist und Unternehmer
- Friedrich Weber (1892–1974), deutscher Offizier (Generalleutnant)
- Philippe Gaillot (* 1965), ehemaliger Fußballspieler